# 米蒙

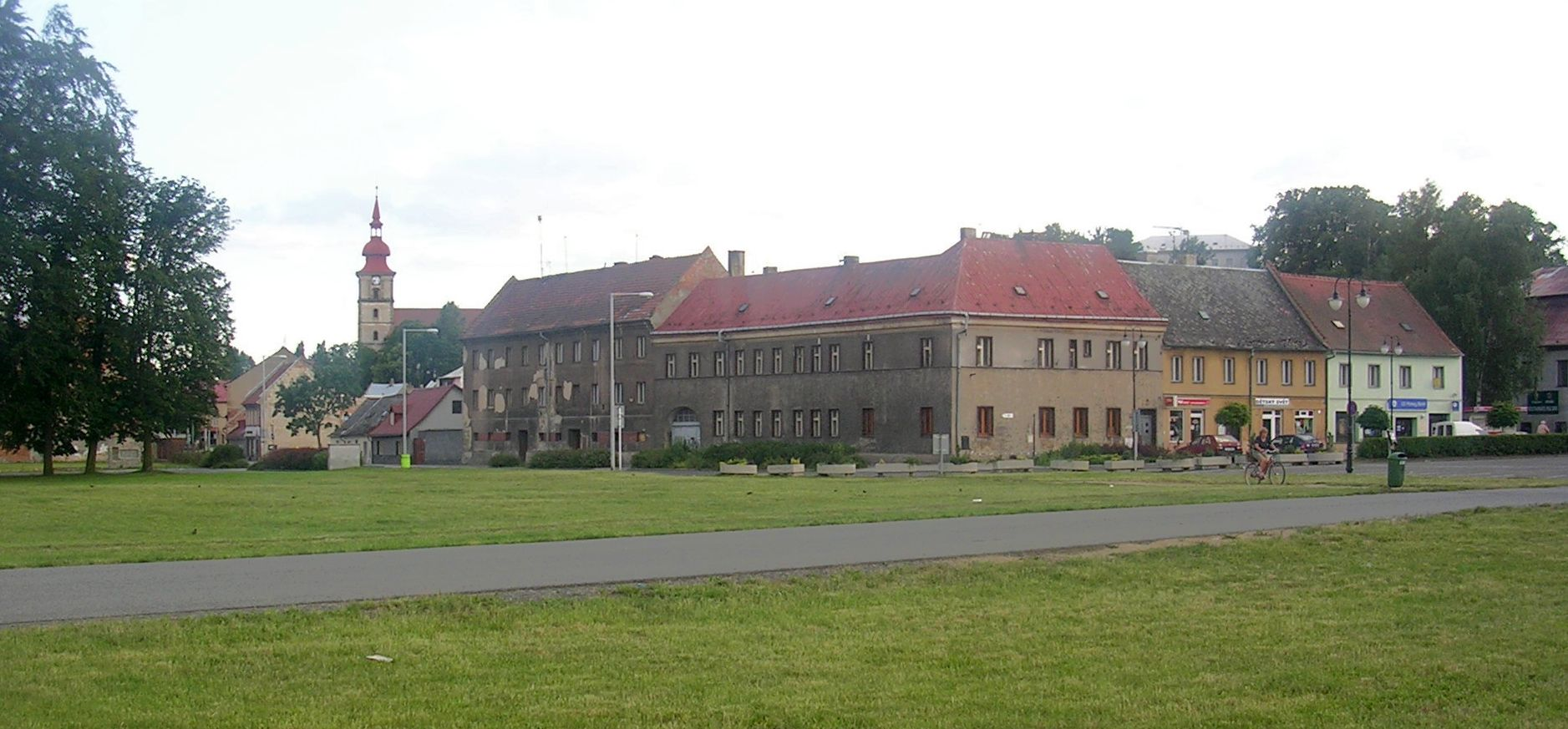

米蒙是捷克的城鎮，位於該國北部，由利貝雷茨州負責管轄，面積15.48平方公里，海拔高度280米，該地區自新石器時代有人類居住，2006年人口6,830。

## 姐妹城市
- 德国，奥埃尔斯尼茨
- 波兰，兹沃托雷亚
- 斯洛伐克，新巴尼亚

## 外部連結
- Municipal website （页面存档备份，存于）